# Antanas Impulevičius
Antanas Impulevičius-Impulėnas, també conegut com a Antanas Impulionis, (Panevėžys, 28 de gener de 1907 - Filadèlfia, 4 de desembre de 1970) va ser un militar lituà, major de l'exèrcit lituà, que va participar activament com a col·laboracionista de les forces d'ocupació nazi a la Policia Auxiliar Lituana i al 2n Batalló Schutzmannschaft.
El 1940, durant l'ocupació soviètica de Lituània, va ser arrestat per l'NKVD però, el juny de 1941, va ser alliberat en el marc de l'aixecament lituà. Tot seguit, es va unir a la Policia Auxiliar Lituana de les forces d'ocupació nazi i va comandar el 2n Batalló Schutzmannschaft (posteriorment, 12è Batalló). La seva unitat va ser enviada a Belarús on va participar en execucions massives de jueus, particularment a Minsk i Kletsk. També es va unir a l'efímera Força de Defensa Territorial de Lituània. El 1944 es va traslladar a Alemanya i el 1949 als Estats Units d'Amèrica. El 1962, el Tribunal Suprem de l'RSS de Lituània el va condemnar a mort in absentia. Després del judici, l'URSS va sol·licitar als Estats Units una petició d'extradició però va ser rebutjada.